# Catavi (Potosí)
Catavi ist eine Landstadt im Departamento Potosí im südamerikanischen Anden-Hochland von Bolivien.

## Lage im Nahraum
Die Minensiedlung Catavi ist zentraler Ort des Kanton Llallagua im Municipio Llallagua in der Provinz Rafael Bustillo. Die Stadt liegt auf einer Höhe von 3777 m zehn Kilometer nördlich der Provinzhauptstadt Uncia und 300 Kilometer südlich des bolivianischen Regierungssitzes La Paz.

## Geographie
Catavi liegt am Übergang des Hochlandes von Oruro in das Gebirge von Potosí. Die Stadt ist im Norden und Westen von Hochgebirgszügen der Cordillera Central begrenzt. Die Vegetation ist die der Puna, das Klima ein typisches Tageszeitenklima, bei dem die mittleren täglichen Temperaturschwankungen größer sind als die jahreszeitlichen Schwankungen.
Die mittlere Jahresdurchschnittstemperatur liegt bei 9 °C, die Monatsdurchschnittswerte schwanken zwischen knapp 5 °C im Juni/Juli und 11 °C von November bis März (siehe Klimadiagramm Uncía). Der Jahresniederschlag beträgt 370 mm und fällt vor allem in den Sommermonaten, die aride Zeit mit Monatswerten von maximal 10 mm dauert von April bis Oktober.

## Verkehrsnetz
Catavi liegt in einer Entfernung von 105 Straßenkilometern südöstlich von Oruro, der Hauptstadt des gleichnamigen Departamentos.
Von Oruro führt die asphaltierte Nationalstraße Ruta 1 in südlicher Richtung 22 Kilometer über Vinto nach Machacamarquita, acht Kilometer nördlich von Machacamarca gelegen. In Machacamarquita zweigt die Ruta 6 in südöstlicher Richtung ab und erreicht über Huanuni und über Passhöhen von mehr als 4.500 m nach 79 Kilometern die Stadt Llallagua, und von dort aus sind es noch einmal vier Kilometer bis Catavi.
Von Llallagua aus führt die Ruta 6 weitere 98 Kilometer über Uncía nach Macha. In Macha zweigt eine unbefestigte Landstraße in südwestlicher Richtung ab und führt nach 33 Kilometern bei Cruce Culta, dem früheren Ventilla, wieder zurück auf die Ruta 1. Von hier aus bis zur Departamento-Hauptstadt Potosí sind es noch einmal 109 Kilometer.

## Wirtschaft
Die Zinnbergwerke von Catavi gehörten zu den größten und reichsten Erzlagerstätten der Welt, seit 1987 ist der Bergbaukomplex jedoch geschlossen. Heute leben in Catavi noch viele Mineros, die auf eigene Faust oder in kleinen Kooperativen in den alten Bergwerken unter miserablen Sicherheitsbedingungen arbeiten oder den Schutt der riesigen Abraumhalden nach Zinnresten durchsuchen.

## Bevölkerung
Die Einwohnerzahl der Ortschaft ist in den vergangenen beiden Jahrzehnten auf mehr als das Doppelte angestiegen:
| Jahr | Einwohner | Quelle       |
| ---- | --------- | ------------ |
| 1992 | 1632      | Volkszählung |
| 2001 | 2060      | Volkszählung |
| 2012 | 3834      | Volkszählung |
| 2024 |           | Volkszählung |

Die Lebenserwartung im Municipio Llallagua beträgt 58,2 Jahre, die Alphabetisierungsquote bei den über 15-Jährigen liegt bei 83 Prozent.